# Terskij rajon (Cabardino-Balcaria)
Il Terskij rajon (in russo Терский район?) è un rajon della Cabardino-Balcaria, nel Caucaso; il capoluogo è Terek. Istituito nel 1935, occupa una superficie di 893 chilometri quadrati.